# Orangefuchsiger Raukopf
Der Orangefuchsige Raukopf auch Orangefuchsige Rauhkopf (Cortinarius orellanus, Syn.: Dermocybe orellana), auch Orangefuchsiger Schleierling und Orangefuchsiger Hautkopf genannt, ist eine tödlich giftige Pilzart aus der Familie der Schleierlingsverwandten (Cortinarius) und der Untergattung Cortinarius subgen. Orellani.

## Merkmale

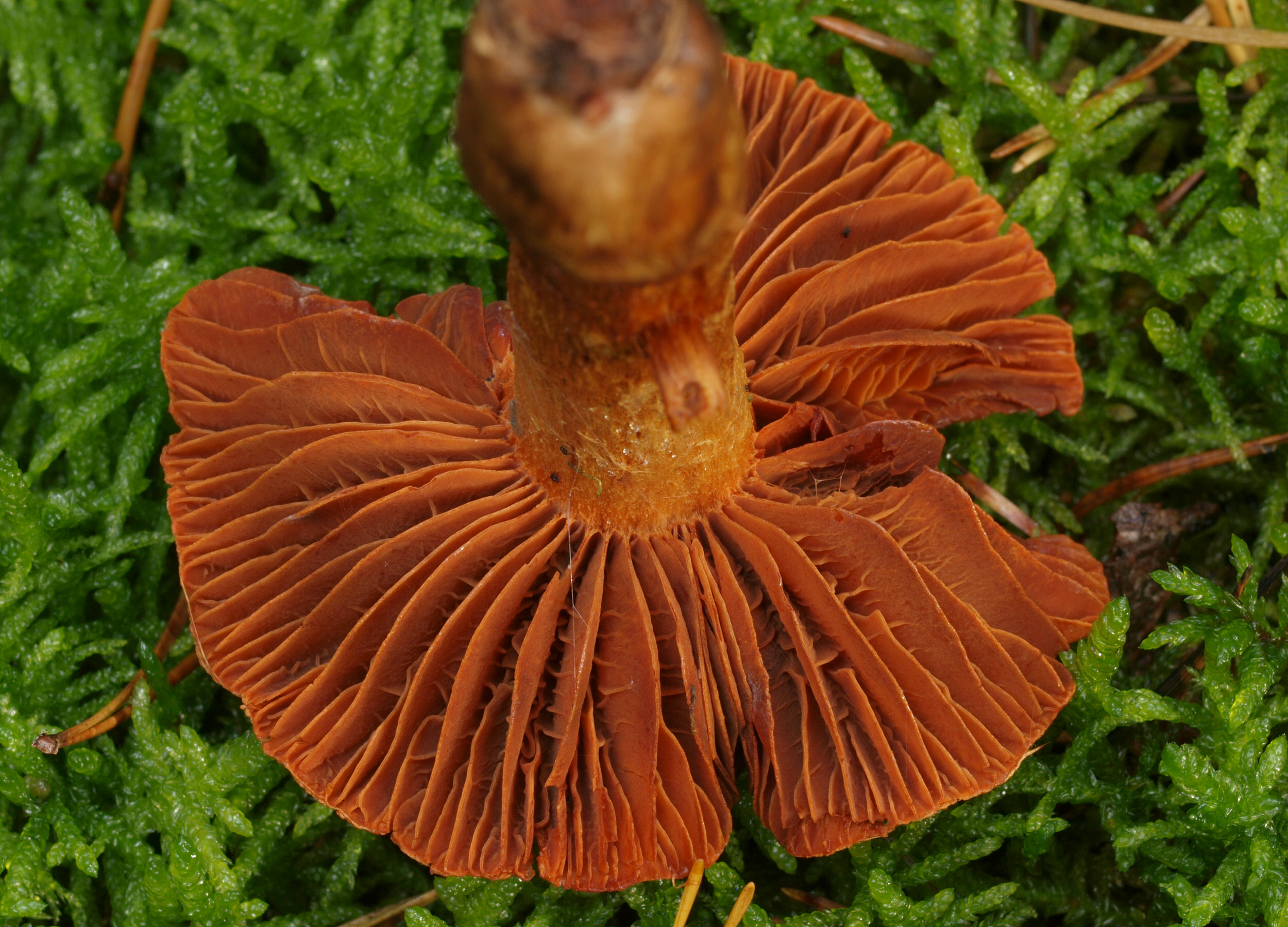
Blick auf die freudig gefärbten, weit stehenden und am Grund querverbundenen Lamellen des Orangefuchsigen Raukopfs

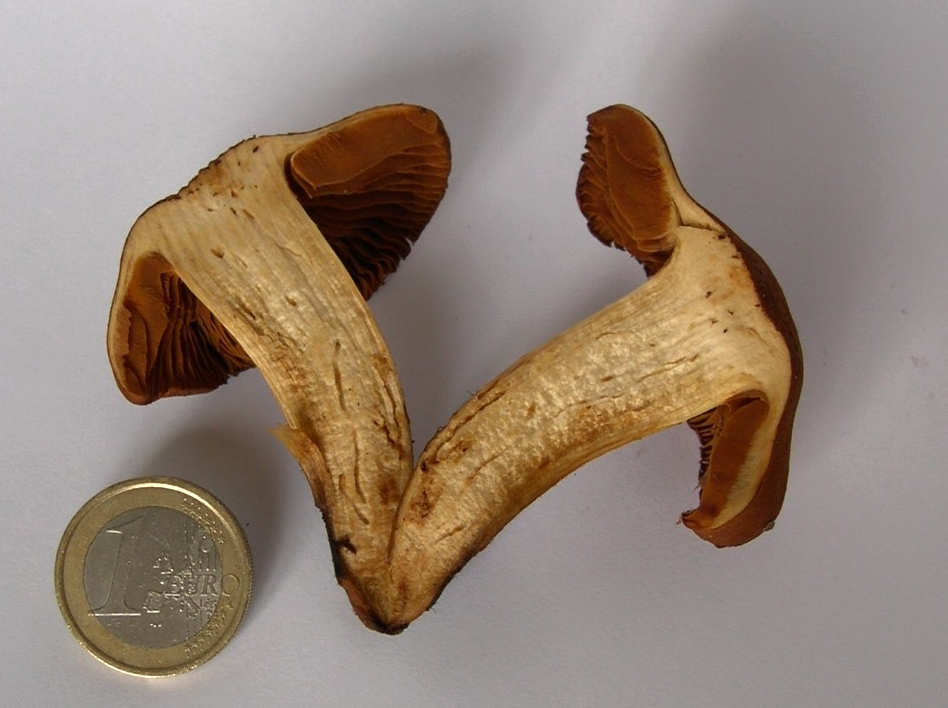
Fruchtkörper im Längsschnitt

Der Orangefuchsige Raukopf bildet in Hut und Stiel gegliederte, etwa 3–6(–8) cm breite und etwa 10 cm hohe Fruchtkörper aus. Seine Hüte sind zunächst konisch bis glockig und werden im Laufe der Reifung zunehmend flacher, bis sie zuletzt konvex und abgeflacht bis flach gebuckelt sind. Die Hutoberfläche ist matt faserig bis feinschuppig und trocken, mit glattem, scharfem, zuweilen etwas eingerissenem Rand; sie ist satt orange- bis kupfer- oder rostbraun. Die angehefteten bis breit angewachsenen Lamellen sind ocker- bis rostorange, später vom Sporenpulver braun gefärbt. Das Sporenpulver ist braun. Der Stiel wird bis 15 mm stark, er ist zylindrisch, zur Basis hin etwas verjüngt, er ist von der gleichen Farbe wie der Hut oder gelblich. Das Fleisch ist fest und gelblich, unter der Huthaut rostbraun. Der Geruch des Pilzes ist schwach rettichartig.

## Ökologie
Der Orangefuchsige Raukopf ist ein Mykorrhizapilz, der mit verschiedenen Laubgehölzen, seltener mit Nadelbäumen zusammenlebt. In Mitteleuropa kann er bei Rotbuche, Eichen, Haselnuss und Esskastanie wachsen, seltener in Nadelwäldern. Er wächst bevorzugt in wärmebegünstigten Laubwäldern auf sauren und basischen Böden, die Fruchtkörper erscheinen in Mitteleuropa von Sommer bis Herbst.

## Verbreitung
Die Art kommt in Europa, Asien und Nordafrika vor.

## Bedeutung
Der Orangefuchsige Raukopf ist einer der gefährlichsten Giftpilze Europas; sein Gift Orellanin führt zum Versagen der Nieren und anderer Organe. Erst in den 1950er Jahren entdeckten polnische Wissenschaftler nach einer Massenvergiftung die Wirkung des Pilzes; da die Symptome erst drei bis 14 Tage nach dem Verzehr auftauchen, wurde der Zusammenhang der Vergiftung mit der Pilzmahlzeit lange nicht erkannt. Die Art der Vergiftung trägt heute den Namen des Pilzes: Orellanus-Syndrom. Intoxikationen mit Rauköpfen sind nicht sehr häufig, da sie Speisepilzen eigentlich nicht sehr ähnlich sehen; trotzdem werden sie manchmal mit dem Hallimasch oder dem Pfifferling verwechselt.
Der Orangefuchsige Raukopf wurde von der Deutschen Gesellschaft für Mykologie zum Pilz des Jahres 2002 gewählt, um auf die ökologische Bedeutung des Pilzes und seine Giftigkeit hinzuweisen.